# Lander County
Lander County je okres ve středu státu Nevada ve Spojených státech amerických. Žije zde přibližně 5 700 obyvatel. Správním sídlem okresu je Battle Mountain, přičemž v okrese se nenachází žádná obec a všechna sídla se nacházejí v nezařazeném území. Celková rozloha okresu činí 14 294 km². Založen byl roku 1861 a pojmenován byl podle Fredericka W. Landera, amerického generála z doby občanské války.